# تپه امامزاده ویان
تپه امامزاده ویان مربوط به مس و سنگ- دوره اشکانیان - سده‌های اولیه و میانه دوران‌های تاریخی پس از اسلام است و در شهرستان کبودرآهنگ، دهستان سبز دشت، ضلع جنوبی روستای ویان واقع شده و این اثر در تاریخ ۷ اسفند ۱۳۸۶ با شمارهٔ ثبت ۲۱۶۷۴ به‌عنوان یکی از آثار ملی ایران به ثبت رسیده است.